# Alfred P. Stone
 Alfred Parish Stone (* 28. Juni 1813 in Worthington, Hampshire County, Massachusetts; † 2. August 1865 in Columbus, Ohio) war ein US-amerikanischer Politiker. In den Jahren 1844 und 1845 vertrat er den Bundesstaat Ohio im US-Repräsentantenhaus.

## Werdegang
Alfred Stone besuchte die öffentlichen Schulen seiner Heimat. Im Jahr 1832 zog er nach Columbus in Ohio, wo er mit Kurzwaren (Dry Goods) handelte. Politisch wurde er Mitglied der Demokratischen Partei. Nach dem Tod des Abgeordneten Heman A. Moore wurde Stone bei der fälligen Nachwahl für den zehnten Sitz von Ohio als dessen Nachfolger in das US-Repräsentantenhaus in Washington, D.C. gewählt, wo er am 8. Oktober 1844 sein neues Mandat antrat. Da er für die folgende Legislaturperiode nicht mehr kandidierte, konnte er bis zum 3. März 1845 nur die laufende Legislaturperiode im Kongress beenden. Diese Zeit war von den Diskussionen im Vorfeld des Mexikanisch-Amerikanischen Krieges bestimmt.
Nach dem Ende seiner Zeit im US-Repräsentantenhaus nahm Stone seine früheren Tätigkeiten wieder auf. Als entschiedener Gegner der Sklaverei gehörte er 1854 zu den Gründern der Republikanischen Partei, deren Staatsvorstand er für einige Zeit angehörte. Er wurde Direktor der Strafanstalt von Ohio und Wahlkampfmanager von Salmon P. Chase. Nach dessen Wahl zum Gouverneur von Ohio und dem Rücktritt des Vorgängers ernannte er Stone zum Finanzminister des Staates. Dieses Amt bekleidete er bis 1862; danach wurde er Leiter der Finanzbehörde für den Bezirk um Columbus. Diese Funktion hatte er bis zu seinem Tod inne. 1865 geriet er in die Schlagzeilen, als ihm vorgeworfen wurde, er habe seine Beziehungen zu Chase, der während des Bürgerkrieges zunächst US-Finanzminister und seit 1864 Oberster Bundesrichter war, ausgenutzt, um sich zu bereichern. Eine Untersuchung ergab, dass Stone aufgrund von Geschäftsverlusten, Wettschulden und einem Alkoholproblem Schulden in Höhe von 100.000 Dollar hatte, was einem heutigen Wert von etwa 1,8 Millionen Dollar entspricht. Er versuchte erfolglos, diese Schulden durch weitere Spiele am Kartentisch wieder auszugleichen. Schließlich beging er am 2. August 1865 am Grab zweier seiner Kinder Selbstmord.